# Sympycnus vadimi
Sympycnus vadimi är en tvåvingeart som beskrevs av Negrobov 1973. Sympycnus vadimi ingår i släktet Sympycnus och familjen styltflugor. Inga underarter finns listade i Catalogue of Life.